# Международен ден на грамотността
Международният ден на грамотността се отбелязва на 8 септември. Обявен e от ООН на 17 октомври 1965 г. и честван за пръв път през 1966 г. Призван е да усили действията на обществото към разпространение на грамотността.
През 2002 г. Общото събрание на ООН (с Резолюция № A/RES/56/116) обявява „Десетилетие на грамотността на ООН“, а на следващата година утвърждава представения от генералния секретар план за „Десетилетието“ (Резолюция № A/RES/57/166). ЮНЕСКО става координатор на международно ниво по съгласуването и стимулирането на проявите, предвидени в инициативата.